# 尤庫的小島速遞
《尤庫的小島速遞》是由瑞典工作室Villa Gorilla开发並由Team17發行在Nintendo Switch、Microsoft Windows、PlayStation 4和Xbox One上的彈珠平台冒險遊戲，為該間工作室的首部作品，並已於2018年5月29日公開發售。

## 遊戲玩法
在《尤庫的小島速遞》中，玩家飾演一隻在到達虛構島嶼莫庫瑪納島（Mokumana）後即成為郵政署長，名叫尤庫（Yoku）的蜣螂，玩家的任務是要解救遭受襲擊的島神，使莫庫瑪納島免受迫在眉睫的災難。
《尤庫的小島速遞》的遊戲玩法主要為橫向捲軸平台。玩家只可以左右移動尤庫，但與其他平台遊戲不同的是，在本作中玩家控制的角色不能跳躍。相反，玩家操控的是擊打拖住尤庫的彈珠的擋版。《尤庫的小島速遞》的舞台設在類銀河戰士惡魔城風格的開放世界島嶼，在此之上還有著彈珠台的緩衝台、軌道和坡道等部件。

## 開發
Villa Gorilla為一間總部設在瑞典首都斯德哥爾摩，由延斯·安德松（Jens Andersson）和馬蒂亞斯·斯尼格（Mattias Snygg）的遊戲工作室。他們希望在一年內完成一款遊戲的開發工作，但由於未能聘請動畫師的關係，而選擇製作關於球類運動的遊戲。最終安德松和斯尼格把作品的題材定為「開放式世界的彈珠遊戲」。
《尤庫的小島速遞》正在開發的消息在2017年2月20日被公開。同年5月10日，Villa Gorilla宣佈將由Team17擔任發行商。2018年5月29日，遊戲正式公開發售。

## 反應
| 汇总媒体   | 得分                                           |
| ---------- | ---------------------------------------------- |
| Metacritic | NS：82/100 PC：84/100 PS4：83/100 XONE：82/100 |

| 媒体          | 得分 |
| ------------- | ---- |
| Destructoid   | 9/10 |
| Eurogamer     | 推薦 |
| GameSpot      | 9/10 |
| IGN           | 8/10 |
| Nintendo Life | 9/10 |

在Metacritic上，該作的NS版本根據29條評論獲得82/100分，PC版和PS4版則分別憑藉8條和11條評論取得84/100分和83/100，至於XONE版本則為29條評論得出的82/100分。
《尤庫的小島速遞》在發行後獲得評論家的一致好評。他們大多形容遊戲「獨特」和「有創意」，同時感嘆開發者能夠整合一系列類型，其中為該作給出9/10分，GameSpot的亞歷山大·潘表示：「《尤庫的小島速遞》採用了兩種不太可能同時出現的元素，但卻是一個既有趣又自然的組合」。
评论者批评游戏中偶尔出现的重走或回溯，有时会让人感到乏味，甚至造成挫败感。《NintendoLife》的喬恩·蒙迪（Jon Mundy）對此發表了自己的意見：「在遊戲初段到中期，要從A到B時感覺就好像是在黑暗中摸索一樣」。另外，玩過《尤庫的小島速遞》NS版本的評論家亦指出遊戲存在遊戲地圖在手持模式時難以閱讀的問題。

### 獲得獎項與提名
| 年份 | 獎項             | 類別                       | 結果 | 來源          |
| ---- | ---------------- | -------------------------- | ---- | ------------- |
| 2018 | 遊戲大獎         | 最佳獨立遊戲處女作         | 提名 | [ 13 ]        |
| 2018 | 紐約遊戲大獎     | 中央公園動物園最佳兒童遊戲 | 提名 | [ 14 ]        |
| 2018 | NAVGTR獎         | 最佳原創家庭遊戲           | 獲獎 | [ 15 ] [ 16 ] |
| 2018 | 游戏开发者选择奖 | 最佳處女作品               | 提名 | [ 17 ]        |
| 2018 | G.A.N.G.獎       | 最佳音效設計（處女作）     | 提名 | [ 18 ]        |
| 2018 | 英国学院游戏奖   | 最佳處女作品               | 獲獎 | [ 19 ] [ 20 ] |
| 2018 | 英国学院游戏奖   | 最佳家庭遊戲               | 提名 | [ 19 ] [ 20 ] |
| 2018 | 開發之星獎       | 最佳視覺藝術               | 提名 | [ 21 ]        |
| 2018 | 開發之星獎       | 最佳遊戲設計               | 提名 | [ 21 ]        |
| 2018 | 開發之星獎       | 最佳原創IP                 | 提名 | [ 21 ]        |

## 外部連結
- 官方网站